# Джиммі Галлахер
Джиммі Галлахер (англ. Jimmy Gallagher, 7 червня 1901, Керкінтіллох, Сполучене Королівство — 7 жовтня 1971, Клівленд, США) — американський футболіст, що грав на позиції півзахисника, зокрема, за клуби «Нью-Йорк Нешнелз» та «Нью-Йорк Джаєнтс», а також національну збірну США.

## Клубна кар'єра
У футболі дебютував 1919 року виступами за «Бруклін Тодд Шип'ярдс», в якому провів два сезони. 
Своєю грою за цю команду привернув увагу представників тренерського штабу клубу «Джей енд Пі Коатс», до складу якого приєднався 1921 року. Відіграв за команду з Потакета наступні два сезони своєї ігрової кар'єри.
Згодом з 1923 по 1924 рік грав у складі «Фолл-Ривер Марксмен» та «Нью-Йорк Джаєнтс».
1924 року уклав контракт з «Флейшер Ярн», у складі якого провів наступний рік своєї кар'єри гравця. 
З 1925 року два сезони захищав кольори «Індіана Флоринг». Більшість часу, проведеного у складі У складі, був основним гравцем команди.
З 1927 року три сезони захищав кольори «Нью-Йорк Нешнелз». Граючи у складі «Нью-Йорк Нешнелз» також здебільшого виходив на поле в основному складі команди.
З 1930 року знову, цього разу два сезони грав за «Нью-Йорк Джаєнтс».  Тренерським штабом нового клубу також розглядався як гравець «основи».
Протягом 1932—1933 років виступав у «Нью-Йорк Філд Клаб». 1933 рік закінчив у «Мальта Юнайтед». 
Згодом перейшов до клубу «Клівленд Славія» де і завершив професійну кар'єру футболіста.
| Дата           | Місто          | Господарі | Результат | Гості    | Турнір             | Голи | Примітки |
| -------------- | -------------- | --------- | --------- | -------- | ------------------ | ---- | -------- |
| 13 липня 1930  | Монтевідео     | США       | 3 – 0     | Бельгія  | ЧС 1930 - 1-й етап | -    |          |
| 17 липня 1930  | Монтевідео     | США       | 3 – 0     | Парагвай | ЧС 1930 - 1-й етап | -    |          |
| 26 липня 1930  | Монтевідео     | Аргентина | 6 – 1     | США      | ЧС 1930 - півфінал | -    |          |
| 17 серпня 1930 | Ріо-де-Жанейро | Бразилія  | 4 – 3     | США      | товариський матч   | -    |          |
| 24 травня 1934 | Рим            | США       | 4 – 2     | Мексика  | Відбір до ЧС 1934  | -    |          |
| Усього         |                | Матчів    | 5         |          | Голів              | 0    |          |

Помер 7 жовтня 1971 року на 71-му році життя у місті Клівленд.

## Титули і досягнення
- Бронзовий призер чемпіонату світу: 1930